# Lista de freguesias da Lezíria do Tejo
Está é uma lista das 68 freguesias da sub-região portuguesa da Lezíria do Tejo, pertencendo à região do Alentejo, através dos dados revelados dos censos do Instituto Nacional de Estatística.
Das 68 freguesias da sub-região, 4 estão localizadas no município de Almeirim, 1 no município de Alpiarça, 7 no município de Azambuja, 4 no município de Benavente, 6 no município do Cartaxo, 5 no município da Chamusca, 6 no município do Coruche, 3 no município de Golegã, 10 no município de Rio Maior, 4 no município de Salvaterra de Magos e 18 no município de Santarém.
| Freguesia                                               | Município           | Habitantes (2021) | Área em km2 | Densidade |
| ------------------------------------------------------- | ------------------- | ----------------- | ----------- | --------- |
| Almeirim                                                | Almeirim            | 12.368            | 69,13       | 179       |
| Benfica do Ribatejo                                     | Almeirim            | 2.795             | 29,27       | 95        |
| Fazendas de Almeirim                                    | Almeirim            | 6.352             | 58,3        | 109       |
| Raposa                                                  | Almeirim            | 497               | 65,42       | 7         |
| Alpiarça                                                | Alpiarça            | 6.975             | 95,36       | 73        |
| Alcoentre                                               | Azambuja            | 3.133             | 47,05       | 67        |
| Aveiras de Baixo                                        | Azambuja            | 1.431             | 18,9        | 76        |
| Aveiras de Cima                                         | Azambuja            | 4.669             | 26,16       | 178       |
| Azambuja                                                | Azambuja            | 8.257             | 83,4        | 99        |
| Manique do Intendente, Vila Nova de São Pedro e Maçussa | Azambuja            | 2.003             | 57,81       | 35        |
| Vale do Paraíso                                         | Azambuja            | 955               | 6,73        | 142       |
| Vila Nova da Rainha                                     | Azambuja            | 973               | 24,9        | 39        |
| Barrosa                                                 | Benavente           | 638               | 7,18        | 89        |
| Benavente                                               | Benavente           | 9.385             | 130,41      | 72        |
| Samora Correia                                          | Benavente           | 17.698            | 321,91      | 55        |
| Santo Estêvão                                           | Benavente           | 1.988             | 62,41       | 32        |
| Pontével                                                | Cartaxo             | 4.360             | 27,84       | 157       |
| Ereira e Lapa                                           | Cartaxo             | 1.726             | 12,62       | 137       |
| Cartaxo e Vale da Pinta                                 | Cartaxo             | 12.302            | 28,23       | 436       |
| Valada                                                  | Cartaxo             | 683               | 42,17       | 16        |
| Vale da Pedra                                           | Cartaxo             | 1.646             | 14,1        | 117       |
| Vila Chã de Ourique                                     | Cartaxo             | 2.469             | 33,22       | 74        |
| Carregueira                                             | Chamusca            | 1.740             | 98,65       | 18        |
| Ulme                                                    | Chamusca            | 1.000             | 121,8       | 8         |
| Chamusca e Pinheiro Grande                              | Chamusca            | 3.714             | 67,1        | 55        |
| Parreira e Chouto                                       | Chamusca            | 1.262             | 338,42      | 4         |
| Vale de Cavalos                                         | Chamusca            | 814               | 120,05      | 7         |
| Biscainho                                               | Coruche             | 960               | 81,37       | 12        |
| Branca                                                  | Coruche             | 1.302             | 117,34      | 11        |
| Couço                                                   | Coruche             | 2.271             | 346,58      | 6         |
| Santana do Mato                                         | Coruche             | 945               | 103,06      | 9         |
| São José da Lamarosa                                    | Coruche             | 1.464             | 110,89      | 13        |
| Coruche, Fajarda e Erra                                 | Coruche             | 10.413            | 356,48      | 29        |
| Azinhaga                                                | Golegã              | 1.414             | 38,21       | 37        |
| Golegã                                                  | Golegã              | 3.591             | 38,4        | 94        |
| Pombalinho                                              | Golegã              | 395               | 7,7         | 51        |
| Alcobertas                                              | Rio Maior           | 1.735             | 32,03       | 54        |
| Arrouquelas                                             | Rio Maior           | 634               | 27,81       | 23        |
| Asseiceira                                              | Rio Maior           | 1.124             | 16,77       | 67        |
| Fráguas                                                 | Rio Maior           | 817               | 16,19       | 50        |
| Rio Maior                                               | Rio Maior           | 12.516            | 82,94       | 151       |
| São Sebastião                                           | Rio Maior           | 462               | 15,48       | 30        |
| Azambujeira e Malaqueijo                                | Rio Maior           | 797               | 14,72       | 54        |
| Marmeleira e Assentiz                                   | Rio Maior           | 792               | 14,06       | 56        |
| Outeiro da Cortiçada e Arruda dos Pisões                | Rio Maior           | 957               | 24,23       | 39        |
| São João da Ribeira e Ribeira de São João               | Rio Maior           | 1.170             | 27,92       | 42        |
| Marinhais                                               | Salvaterra de Magos | 6.259             | 38,74       | 161       |
| Muge                                                    | Salvaterra de Magos | 1.188             | 52,03       | 23        |
| Glória do Ribatejo e Granho                             | Salvaterra de Magos | 3.728             | 83,19       | 45        |
| Salvaterra de Magos e Foros de Salvaterra               | Salvaterra de Magos | 10.432            | 70,78       | 147       |
| Abitureiras                                             | Santarém            | 888               | 22,73       | 39        |
| Abrã                                                    | Santarém            | 980               | 22,42       | 44        |
| Alcanede                                                | Santarém            | 3.970             | 106,18      | 37        |
| Alcanhões                                               | Santarém            | 1.344             | 11,44       | 117       |
| Almoster                                                | Santarém            | 1.603             | 40,84       | 39        |
| Amiais de Baixo                                         | Santarém            | 1.616             | 6,3         | 256       |
| Arneiro das Milhariças                                  | Santarém            | 738               | 12,01       | 61        |
| Gançaria                                                | Santarém            | 485               | 4,74        | 102       |
| Moçarria                                                | Santarém            | 965               | 12,11       | 80        |
| Pernes                                                  | Santarém            | 1.246             | 14,06       | 87        |
| Póvoa da Isenta                                         | Santarém            | 1.045             | 13,9        | 75        |
| Achete, Azoia de Baixo e Póvoa de Santarém              | Santarém            | 2.744             | 44,17       | 62        |
| Azoia de Cima e Tremês                                  | Santarém            | 2.154             | 33,23       | 65        |
| Casével e Vaqueiros                                     | Santarém            | 1.037             | 36,78       | 28        |
| Romeira e Várzea                                        | Santarém            | 2.450             | 32,34       | 76        |
| Cidade de Santarém                                      | Santarém            | 30.017            | 55,46       | 541       |
| São Vicente do Paul e Vale de Figueira                  | Santarém            | 2.625             | 71,76       | 37        |
| Vale de Santarém                                        | Santarém            | 2.755             | 10,15       | 275       |

1. 1 2  INE. «Indicador». tabulador.ine.pt. Consultado em 6 de dezembro de 2022